# Comuna Didkovîci, Korosten
Didkovîci (în ucraineană Дідковицька сільська рада) este o comună în raionul Korosten, regiunea Jîtomîr, Ucraina, formată din satele Bulahivka și Didkovîci (reședința).

## Demografie
Componența lingvistică a comunei Didkovîci
     Ucraineană (97,61%)
     Rusă (1,1%)
     Alte limbi (1,1%)
Conform recensământului din 2001, majoritatea populației comunei Didkovîci era vorbitoare de ucraineană (97,61%), existând în minoritate și vorbitori de rusă (1,1%).